# Sexuální turistika

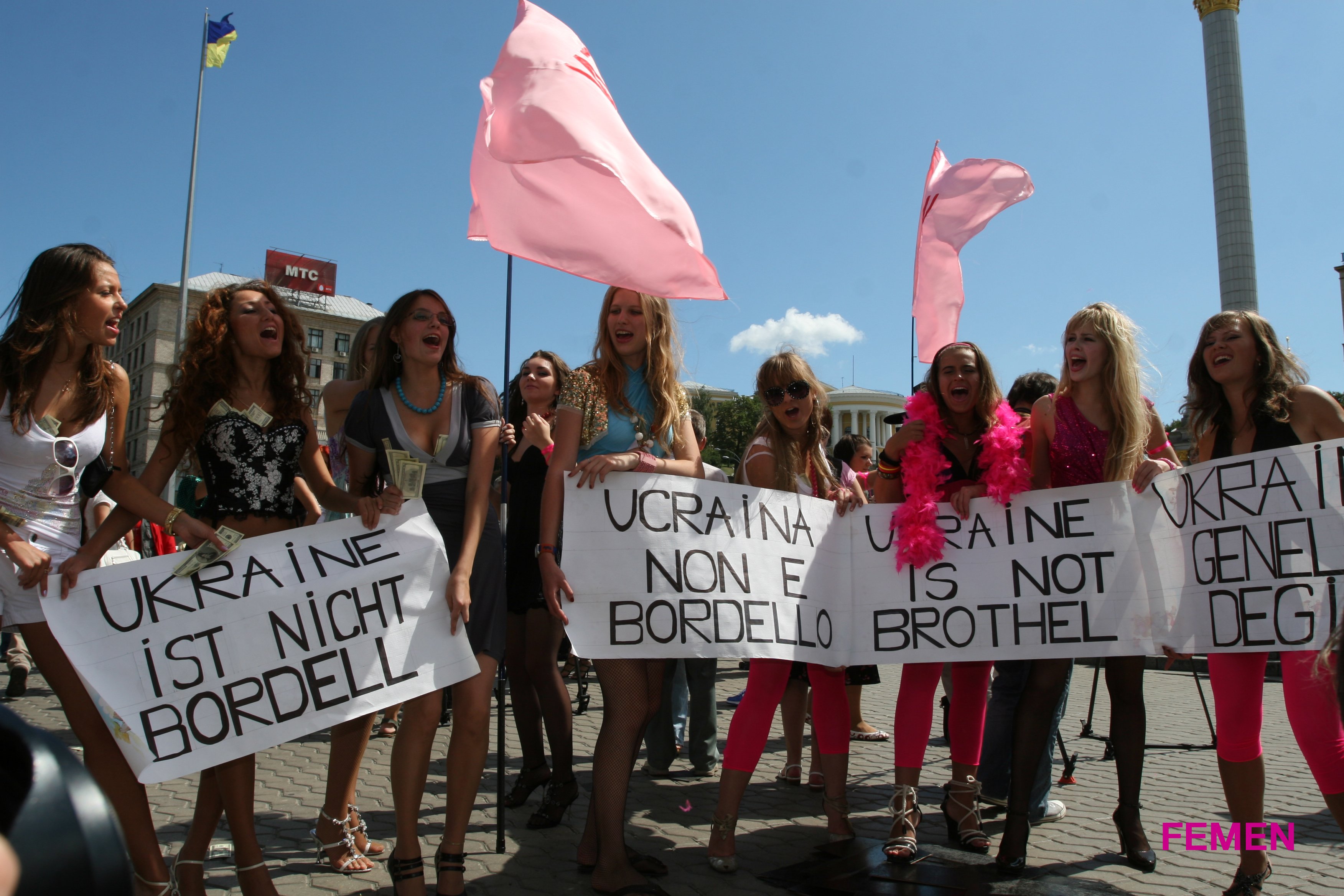
Aktivistky z hnutí FEMEN se snaží upozornit na sexuální turistiku cizinců po zavedení bezvízového vstupu na Ukrajinu v roce 2005

Sexuální turistika je chápána jako způsob cestování s výhradním nebo převážně sexuálním podtextem. Jako sociální jev je nežádoucí, s významným zdravotním i sociálním rizikem a to jak pro „turisty“, tak pro jejich cíle (často v roli obětí).

## Sexuální turismus
Rozvíjí se především v zemích, které jsou samy ekonomicky nevyspělé (rozvojové), nebo mají významnou část obyvatel na hranici ekonomické soběstačnosti, pro které je nahodilé či komerční poskytování sexuálních služeb způsobem vydělávání peněz. Sexuální turismus se tak vyskytuje v zemích s vyspělou ekonomikou (Česká republika, Slovenská republika, Rusko, Čína) i v zemích rozvojových (africké země, země jižní a jihovýchodní Asie). V některých kulturách není poskytování sexuálního uspokojování za úplatu (a to u sebe tak u rodinných příslušníků) považováno za problematické (Talaj a Talaj, 2001), stejně jako se liší věk pro iniciaci sexuálního života a tedy hranice sexuálního zneužívání nezletilých a tím delikvence mohou být v různých zemích různé (Zvěřina, 1991, Hort V. a kol, 2000). V současné době je trend snižovat věk pro první pohlavní život na 14 let věku (někde s podmínkou maximálního věku partnera - partnerky - Německo), jinde je naopak vyšší - 21 let (v některých státech USA).
Po přijetí zákona v německém Bundestagu v roce 2002, který měl dostat prostitutky na úroveň ostatních zaměstnanců, se vyhledávaným cílem sexuálních turistů, především Asiatů, Američanů nebo mužů z Blízkého východu, stalo Německo. Prostitutky jsou často vykořisťované dívky z východní Evropy nebo německé studentky, které si chtějí přivydělat.

## Důvody vzniku a rozvoje sexuálního turismu
Plně zde platí teorie „poptávky, nabídky a ceny“. Pro často nevzdělané jedince s omezenou možností umístit se na trhu práce jde o rychlý a relativně bezpracný způsob ekonomického zabezpečení. Ideálně se sexuální turismus omezí (eliminuje) ekonomickým zabezpečením všech obyvatel všech zemí, což je iluzorní. Rizika, plynoucí z poskytováních sexuální služeb, jsou často mimo uvědomění poskytovatelů sexuálních služeb (Kašperské Hory, 2009). Sexuální turistika je jedním z typů tzv. planého turismu,[zdroj?] tj. turismu se sporným či záporným přínosem pro společnost.

## Sexuální turista

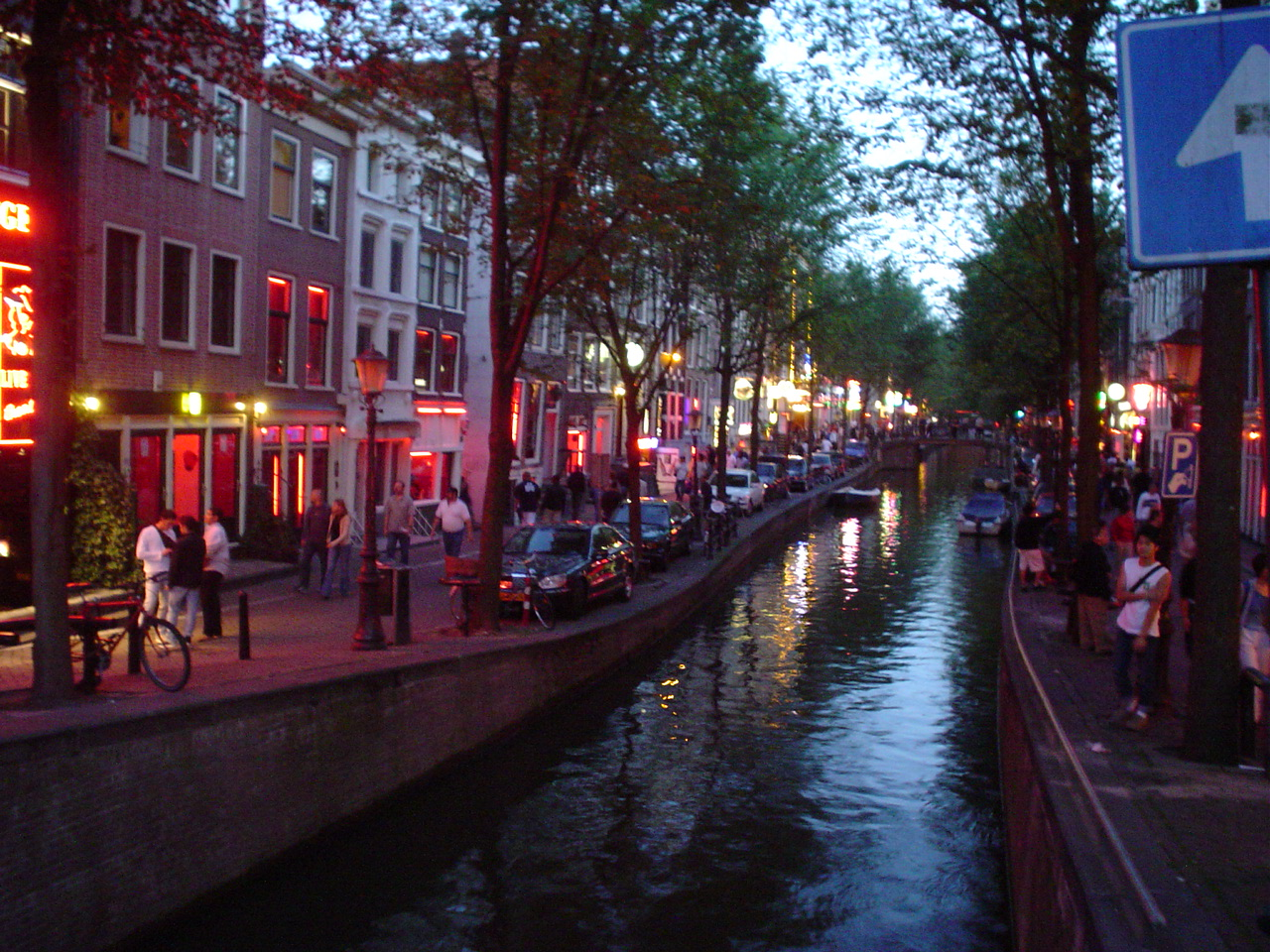
Čtvrť Red Light District v Amsterodamu je cílem sexuálních turistů

Sexuální turista je obvykle muž, jehož sexuální představy a fantazie se mu nedaří naplnit v rámci obvyklých partnerských a sexuálních vztahů. Důvodem může být prostá sociální neobratnost (obavy z odmítnutí), ale také projev méně obvyklých sexuálních praktik nedelikventního charakteru, které by v daném prostředí nebylo akceptováno (např. anální styk u věřícího člověka) až po muže, trpící parafilií (pedofilie, sadismus, agrese, zoofilie) a ekonomická závislost donutí oběti k podstoupení sexuálně vynucených způsobů sexuálního chování (Zvěřina, 1991, Hort a kol., 2000.)

## Rizika sexuálního turismu
Sociální – ve skutečnosti tento způsob „práce“ tlačí poskytovatele služeb do bludného kruhu ekonomické závislosti (hodnota dolaru je v různých zemích různá), zvyšuje rizika sebevražedného chování, omezuje možnosti obvyklého partnerského vztahu jak pro turisty, tak pro poskytovatele služeb.
Zdravotní: přenos pohlavních nemocí jako HIV/AIDS a šíření do lokalit mimo původní zdroj výskytu, traumatické postižení (fyzické i duševní).
Kriminogenní faktory: poskytování sexuálních služeb s sebou nese zvýšený výskyt násilné kriminality. Kriminální faktor je rozvoj deviantních aktivit v populaci, či nucení děti (rodiče bývají v roli těch, kteří děti nabízejí) k pedofilním aktivitám (Zvěřina, 1991).

## Sexuální turismus v České republice
Česká republika patří tradičně mezi země, které jsou z pohledu sexuálního turismu atraktivní. Medializované jsou především cesty německý hovořících mužů za hranice České republiky, známá je Kauza katarského prince.
Česko-japonský majitel cestovní kanceláře Tomio Okamura uvedl v rozhovoru z listopadu 2009 o japonských turistech v České republice: „Nejstarší generace nepovažuje za nevěru, když si muž odskočí do nočního podniku. Není v tom láska ani vztah. Všichni moji japonští klienti, hlavně mužské skupiny, chtějí vědět, kde tady u nás takové služby najdou.“